# Мстувский монастырь
Мстувский монастырь — исторический памятник в Польше, средневековый монастырь на окраине Мстува в Ванцежуве, Ченстоховский повят, Силезское воеводство. Епархиальный санктуарий Матери Божьей Мстувской Милосердной. Монастырь внесён в реестр охраняемых памятников Силезского воеводства (№ R/501, 260/60, 19/78 от 1957, 1960, 1978).

## История
Монастырь ордена латеранских каноников предположительно был создан краковским епископом Иво Одровонжем в 1218 году, когда он разрешил поселиться в Мстуве двенадцати монахам. По другой версии, Мстувский монастырь был создан ранее 1145 года по инициативе Петра Власта, а епископ Иво Одровонж только подтвердил его статус и отдал под начало монастыря местный приход (1220). Первоначально считалось, что первый храм был деревянный, но археологические работы, ведущиеся с 2010 года, выявили остатки фундаментов, которые не совпадают с сохранившимися фрагментами готического храма, что позволяет предположить, что первый храм был кирпичный в романском стиле.
Монастырь был возведён на левом берегу Варты, на территории земель, принадлежавших городу Серадз, а село — на землях, относящихся к архиепископству Гнезненскому, что вызвало конфликт компетенций, разрешённый только во второй половине XV века. Окончательно монастырь подчинился епископам гнезненским, но находился в центре села Мстув, относящемуся к приходу краковских епископов.
Первоначально монастырь представлял собой филиал вроцлавского аббатства на Песках и обособился от него только в начале XV века. Существование монастыря способствовало динамичному развитию примонастырскому поселению, которое в 1279 году получило от краковского князя Болеслава V Стыдливого городские права, первое в округе (Ченстохова получила статус города после 1370 года). Как приграничный и таможенный пункт, Мстув был важным центром на севере краковской земли и в XIII—XIV веках неоднократно становился целью грабительских налётов. В связи с этим монастырь был обнесён деревянными укреплениями.
В первой половине XV века на месте старого храма был построен новый, который в 1441 году на синоде в Ленчице получил ранг коллегиального, а несколько десятков лет спустя добавлены новые монастырские постройки. Здание монастыря исполняло жилые и сакральные функции; в нём находились приходская школа, больница и проводились испытания кандидатов в священство. Монастырская библиотека насчитывала 3000 книг. Монастырские здания неоднократно перестраивались, в частности, в начале XVII века фортификации были заменены каменно-кирпичными, которые, однако, не защитили монастырь в 1655 году во время Шведского потопа, когда шведские войска после короткой осады сожгли город и монастырь, убив половину населения.
Монастырь принимал королей Владислава Локетка, Казимира Великого, короля Владислава Ягелло (1391), Казимира Ягеллончика (1474), Яна Казимира (1665).
После пожара храма в 1702 году совет монастыря принял решение о строительстве нового, который был завершён в 1742 году. За несколько лет до завершения строительства во время религиозных торжеств треснули колонны нефа южной стороны, в результате чего обрушились перекрытия и часть стен. Погибли по меньшей мере три человека. Кроме того, пожары в монастыре были в 1776, 1800 и 1879 годах, также разрушения наносили русские войска в 1709 и в 1768 годах и прусские — в 1789 и 1793 годах. Каждый раз храм заново отстраивался.
В 1798 или 1819 году имущество монастыря было реквизировано и перешло в собственность государства, а в 1823 году и сам монастырь был закрыт и передан приходским священникам. В 1914 году немецкие войска в помещениях бывшего монастыря держали оборону против русских, которые бомбили немецкие позиции, частично разрушив здания.
В 1925—1936 гг. настоятель из Мстува Тадеуш Маневский восстановил монастырские постройки и реконструировал стены, вернув им вид XVII века. После II мировой войны проводились мелкие работы по ремонту монастырских зданий, в ходе которых были обнаружены монеты XIV—XVI веков, общим числом около тысячи.
В 1990 году монастырь в Мстуве был вновь передан латеранским каноникам.